# Свети Харалампий (Шабла)
„Свети свещеномъченик Харалампий“ е православна църква в град Шабла, България, част от Варненската и Великопреславска епархия на Българската православна църква.

## История
Строежът на църквата започва след 1878 година, когато Шабла става част от Княжество България. Земетресението от 1900 година разрушава започнатото и строежът е завършен в 1908 – 1909 година.
През 1999 година храмът е препокрит, а интериорът претърпява основен ремонт, започнат през лятото на 2000 г. На 23 декември – Рождество Христово, архимандрит Серафим отслужва чина обновление и въдворява новия свещеник.

## Описание
Храмът е трикорабна базилика. Иконостасът е дело на известните дебърски резбари братята Васил Аврамов и Филип Аврамов.